# Sveriges snyggaste kontor
Sveriges snyggaste kontor är en tävling som anordnas av branschmagasinen Lokalnytt och Fastighetssverige sedan 2011. Efter en öppen nominerings- och omröstningsfas utses vinnaren av en jury bestående av representanter från fastighetsbranschen. Vinnaren av tävlingen tilldelas ett konstverk.
Syftet med tävlingen är att uppmärksamma vackra och smart inredda kontor i Sverige .

## Vinnare
| År   | Vinnare                     | Andraplats             | Tredjeplats                     |
| ---- | --------------------------- | ---------------------- | ------------------------------- |
| 2011 | DICE, Stockholm             | Skype, Stockholm       | Cederquist, Stockholm           |
| 2012 | Ideas, Malmö                | Mojang, Stockholm      | Forefront Consulting, Stockholm |
| 2013 | Microsoft                   | Vasakronan, Stockholm  | AMF Fastigheter, Stockholm      |
| 2014 | Arcona, Stockholm           | Landgren, Malmö        | Creuna, Stockholm               |
| 2015 | Collector, Göteborg         | Vasakronan, Malmö      | Götessons Industri, Ulricehamn  |
| 2016 | DICE, Stockholm             | Wiget Media, Stockholm | Kinnarps, Kinnarps              |
| 2017 | SEB, Solna                  |                        |                                 |
| 2018 | Atrium Ljungberg, Stockholm |                        |                                 |
| 2019 | Kindred Group, Stockholm    |                        |                                 |

## Juryordförande
| År   | Ordförande                                   |
| ---- | -------------------------------------------- |
| 2011 | Gert Wingårdh, VD Wingårdh arkitektkontor    |
| 2012 | Gert Wingårdh, VD Wingårdh arkitektkontor    |
| 2013 | Magnus Månsson, koncernchef Semrén & Månsson |
| 2014 | Monica von Schmalensee, VD White arkitekter  |
| 2015 | Monica von Schmalensee, VD White arkitekter  |
| 2016 | Gert Wingårdh, VD Wingårdh arkitektkontor    |

## Priser
| År   | Konstnär         |
| ---- | ---------------- |
| 2011 | Timo Solin       |
| 2012 | Ernst Billgren   |
| 2013 | Ernst Billgren   |
| 2014 | Ernst Billgren   |
| 2015 | Gert Marcus      |
| 2016 | Mikael Axenbrant |